# Втрати силових структур внаслідок російського вторгнення в Україну (червень 2024)
У статті наведено список втрат українських військовослужбовців у російсько-українській війні за червень 2024 року (включно).

## Список загиблих за червень 2024 року
| Нагрудний знак «Учасник АТО» | Відзнака Президента України «За участь в антитерористичній операції» | Орден «За мужність» ІІІ ступеня |

| Герой України |

| Нагрудний знак «За досягнення у військовій службі» II ступеня | Нагрудний знак «За військову доблесть» (Міністерство оборони України) | Відзнака Президента України «За оборону України» |

| Відзнака МВС України «Вогнепальна зброя» |